# 二葉町 (新潟市)
二葉町（ふたばちょう）は、新潟県新潟市中央区の町字。現行行政地名は二葉町一丁目から二葉町三丁目。住居表示未実施区域。郵便番号は951-8102。

## 概要
1927年(昭和2年)から現在までの町名で、1丁目から3丁目がある。西大畑町、田中町、古町通13番町、西船見町の一部から分立した。

### 隣接する町字
北から東回り順に、以下の町字と隣接する。
- 四ツ屋町
- 古町通
- 田中町
- 西大畑町
- 西船見町

## 歴史
- 1927年（昭和2年） : 西大畑町から分立。
- 2007年（平成19年）4月1日 : 新潟市の政令指定都市移行により、中央区の大字となる。

## 世帯数と人口
2018年（平成30年）1月31日現在の世帯数と人口は以下の通りである。
| 丁目         | 世帯数  | 人口    |
| ------------ | ------- | ------- |
| 二葉町一丁目 | 256世帯 | 567人   |
| 二葉町二丁目 | 152世帯 | 332人   |
| 二葉町三丁目 | 280世帯 | 481人   |
| 計           | 688世帯 | 1,380人 |

## 小・中学校の学区
市立小・中学校に通う場合、学区は以下の通りとなる。
| 丁目         | 番地                                                                                                   | 小学校               | 中学校                 |
| ------------ | --- | -------------------- | ---------------------- |
| 二葉町一丁目 | 全域                                                                                                   | 新潟市立新潟小学校   | 新潟市立寄居中学校     |
| 二葉町二丁目 | 5166〜5167番地、5169番地 5188番地、5929番地 5932番地92～96・441 5932番地532～539・542 5932番地564～567 | 新潟市立新潟小学校   | 新潟市立寄居中学校     |
| 二葉町二丁目 | 5932番地7                                                                                              | 新潟市立日和山小学校 | 新潟市立新潟柳都中学校 |
| 二葉町三丁目 | 全域                                                                                                   | 新潟市立日和山小学校 | 新潟市立新潟柳都中学校 |